# Université Sungkyunkwan
L'université Sungkyunkwan (appelée aussi SKKU ou simplement Seongdae en hangeul) est une université privée de Corée du Sud, située à Séoul et à Suwon.

## Présentation
En 1996, le groupe Samsung est devenu propriétaire de l'établissement, ce qui permit à l'université de se hisser en tant qu'institution de premier plan en Corée, mais également en Asie.
Elle compte deux campus : le campus des sciences humaines et sociales à Myeongnyun Dong, Jongno-gu au centre de Séoul ainsi que celui des sciences naturelles à Cheoncheon Dong, Jangan Gu de Suwon.
Son nom, qui signifie « institution pour construire une société harmonieuse », rappelle les origines historiques de l'université, créée à la fin de l'ère Koryŏ pour promouvoir les valeurs confucéennes (voir l'article Sungkyunkwan). Cependant, le Sungkyunkwan de la dynastie Goryeo et l'université Sungkyunkwan de la Corée du Sud ne sont pas les mêmes.
Les couleurs qui symbolisent l'université Sungkyunkwan sont les suivantes : vert pâle (light green), bleu (blue), orange (orange)

## Personnalités liées
(Classement effectué en ordre croissant d'années de naissance).
Enseignants
- Sung Chan-gyeong (1930-2013), poète

Étudiants
- Lee Garim (1943-), auteur
- Lee Moon-ho (1946-), Grand maître de Taekwondo[2]
- Kim Yeonsu (1970-), écrivain
- Song Joong-ki (1985-), acteur
- Moon Hyung-in (-), chercheur en biologie médicale
- Moon Ga-young (1996-), actrice
- Cha Eun-Woo (1997-), chanteur et acteur